# Blato na Cetini
Blato na Cetini (na dopravních značeních označováno jako Blato n/C) je vesnice v Chorvatsku, v Splitsko-dalmatské župě, v opčině Omiš. V roce 2011 zde žilo 465 obyvatel. Obyvatelé jsou chorvatské národnosti. Z Blata jsou organizovány sjezdy řeky Cetiny na raftech.

## Poloha
Blato na Cetini je situováno při silničním mostu přes řeku Cetina, kudy byla vedena původní Jadranská magistrála, severně od chorvatské dálnice A1, ze které do Blata vede exit 28.